# Ксіфар
Ксифар (85 до н. е. — 65 до н. е.) — син царя Понта Мітрідата VI від його останньої дружини Стратіоніки.

## Життєпис
Один із синів царя Мітрідата VI Євпатора ; матір'ю царевича була гречанка-наложниця Стратіоніка, що стала пізніше дружиною.
Його мати, яка проживала в фортеці Комана, здала її разом із скарбницею військам римського полководця Помпея, сподіваючись, що Помпей Великий збереже життя її синові, якщо той до нього потрапить у полон.
На помсту Мітрідат стратив Ксифара на березі протоки на очах його матері як зрадника і залишив його труп непохованим.